# Discodermia polydiscus
Discodermia polydiscus är en svampdjursart som först beskrevs av James Scott Bowerbank 1869.  Discodermia polydiscus ingår i släktet Discodermia och familjen Theonellidae. Inga underarter finns listade i Catalogue of Life.